# Linganapura, Kanakapura
Linganapura là một làng thuộc tehsil Kanakapura, huyện Ramanagara, bang Karnataka, Ấn Độ.